# Cysteodemus
Cysteodemus es un género de coleóptero de la familia Meloidae.

## Especies
Las especies de este género son:
- Cysteodemus armatus
- Cysteodemus wislizeni